# Убыкин, Александр Сергеевич
Александр Сергеевич Убыкин (род. 30 марта 1953) — советский футболист, вратарь, казахстанский футбольный тренер, мастер спорта СССР.

## Биография
Начал заниматься футболом в городе Алма-Ата. В 16 лет с тренером Анатолием Матвеевичем Ромко уехал в Псков, где играл три года за «Электрон» и «Машиностроитель».
В 1972 году был призван в армию. В эти годы выступал за выборгскую «Звезду», игравшую в чемпионате Ленинградской области. Был замечен селекционерами армейцев Ростова, где и выступал три года. Причём если в сезоне 1973 года (высшая лига) Убыкин нечасто появлялся на поле, то в 1974 году, когда СКА стал вторым в первой лиге, Александр отыграл в воротах 32 из 38 игр. В сезоне 1975 года Александр провел в высшей лиге 16 игр.
Но больше всего болельщикам Убыкин запомнился в родной Алма-Ате. В сезоне 1976 года, когда он пришёл в клуб, «Кайрат» вернул себе право выступать в «элите». К 1980 году Убыкин становится основным вратарем «Кайрата». За «Кайрат» вратарь провел 207 матчей в высшей лиге и 50 — в первой.
Сезон 1988 года Убыкин провел в Павлодаре, выступая за «Трактор», бившийся за выход в первую лигу. В 1989 году играл в алма-атинском РШВСМ во второй лиге.

## Тренерская карьера
Имеет высшее образование: в 1980 году закончил Казахский институт физической культуры и спорта.
Имеет 35-летний стаж работы тренером по футболу. В разное время работал в Республиканской школе Высшего спортивного мастерства по игровым видам спорта, ФК «Динамо», ФК «Кайрат», республиканской специализированной школе-интернате для одаренных в спорте детей им. К. Мунайтпасова, СДЮШОР по игровым видам спорта Спорткомитета МОРК-ЦСКА.

## Достижения
- Победитель чемпионата СССР (1 лига) — 1976, 1983
- Серебряный призёр чемпионата СССР (1 лига) — 1974
- Победитель чемпионата СССР (2 лига, 8 зона) — 1988, 1989
- В опросе газеты «Спорт» при выборе лучшего футболиста 2 лиги 8 зоны в 1988 году занял 2 место
- Занимает 7 место из казахстанских футболистов по количеству матчей, сыгранных в высшей лиге чемпионата СССР (в том числе 1-е среди вратарей)